# Няра (приток Ивины)
Няра — река в России, протекает по Прионежскому району Карелии и Подпорожскому району Ленинградской области.
Исток реки — небольшое озеро в Карелии, восточнее посёлка Пухта. Течёт на юг, примерно за 5 км до устья пересекает границу с Ленинградской областью. Устье реки находится в 5,5 км от устья Ивины по левому берегу. Длина реки составляет 27 км, площадь водосборного бассейна — 101 км².
- В 9,7 км от устья, по левому берегу реки впадает река Печеняра.

## Данные водного реестра
По данным государственного водного реестра России относится к Балтийскому бассейновому округу, водохозяйственный участок реки — Свирь без бассейна Онежского озера, речной подбассейн реки — Свирь (включая реки бассейна Онежского озера). Относится к речному бассейну реки Нева (включая бассейны рек Онежского и Ладожского озера).
Код объекта в государственном водном реестре — 01040100712102000012257.